# Liuzhou

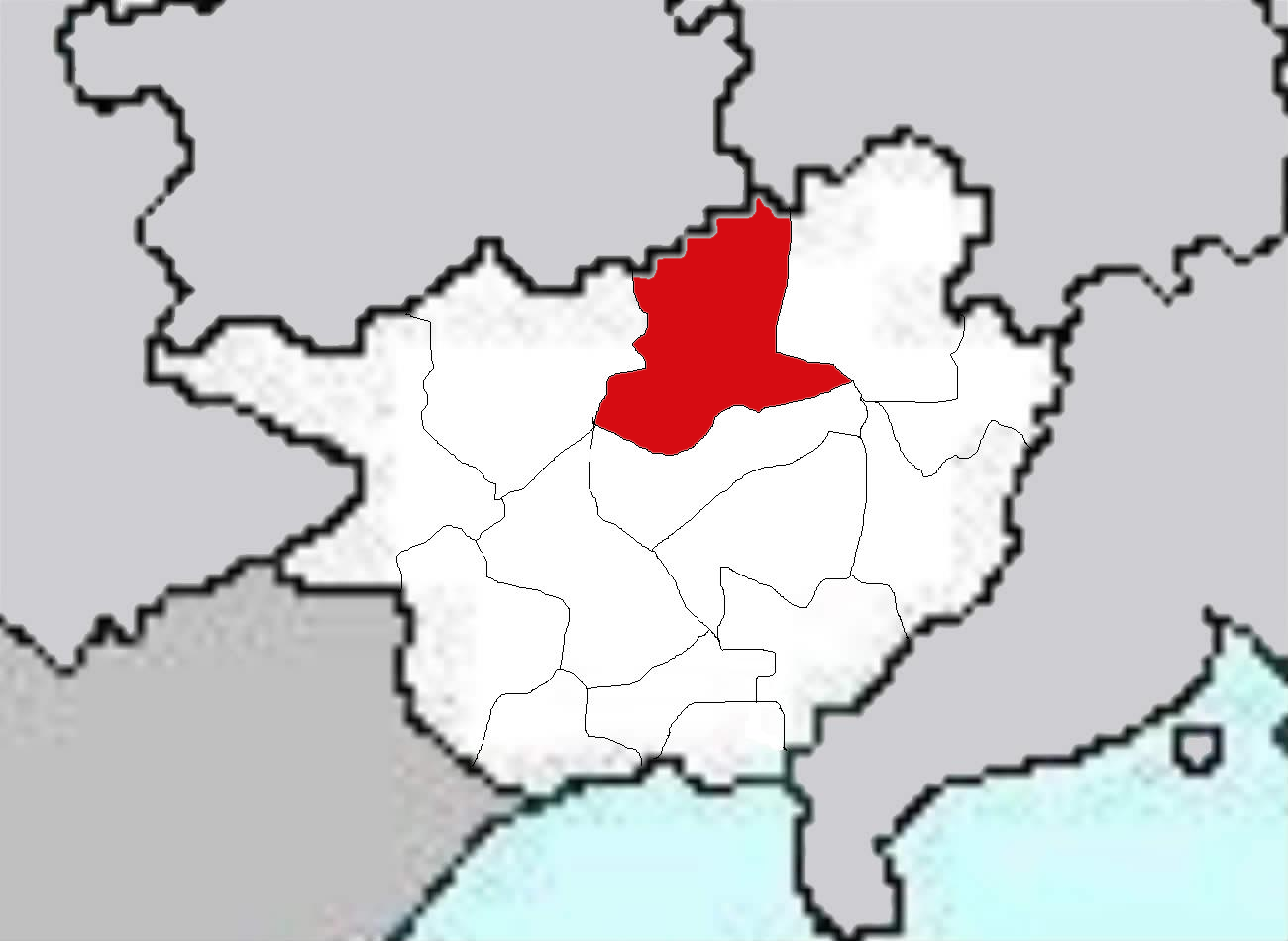
Lage Liuzhous in Guangxi

Liuzhou (Zhuang Liujcouh Si; chinesisch 柳州市, Pinyin Liǔzhōu Shì) ist eine bezirksfreie Stadt im Autonomen Gebiet Guangxi der Zhuang-Nationalität, in der Volksrepublik China.
Das Verwaltungsgebiet Liuzhous hat eine Fläche von 18.598 km² und 4.157.934 Einwohner (Stand: Zensus 2020). Liuzhou liegt im Zentrum Guangxis und ist daher einer der Verkehrs- und Wirtschaftsknotenpunkte des Gebietes. Industrie: Eisen- und Nichteisenmetallverhüttung, Maschinenbau, Fahrzeugbau. In den ländlichen Gebieten Liuzhous dominiert der Zuckerrohr-Anbau.
Der Fluss Liu windet sich in einem 180°-Bogen durch die Stadt. Er wird von acht Straßen- und einer Eisenbahnbrücke überspannt. Im Frühsommer ist er häufig durch aus dem Quellgebiet mitgebrachte Sedimente gelb gefärbt.

## Geschichte
Liuzhou ist eine der ältesten Städte Chinas. In der Nähe bei Tongtianyan wurde 1958 ein fossiler Schädel („Liujiang-Mensch“) gefunden, der – angeblich mehr als 100.000 Jahre alt – zeitweise als der früheste Beleg für die Anwesenheit des anatomisch modernen Menschen (Homo sapiens) in Ostasien interpretiert wurde; 2024 wurde ihm mit Hilfe moderner Datierungsmethoden jedoch ein Alter von nur rund 30.000 Jahren zugeschrieben.
Die früheste Bevölkerung der Region in historischer Zeit gehörte dem Volk der Zhuang an, einem Tai-Volk, das vermutlich über Vietnam eingewandert war. 221 v. Chr. wurde die Region unter der Qin-Dynastie in das chinesische Reich eingegliedert. Die Stadt wurde 111 v. Chr. unter dem Namen Tan Zhong gegründet. Seit 592 n. Chr. hieß sie Ma Ping. Unter der Tang-Dynastie wurde sie 742 in Longcheng („Drachenstadt“) umbenannt. Sie diente als Verbannungsort für in Ungnade gefallene Beamte, u. a. für Liu Zongyuan (773–819). 1736 erhielt die Stadt ihren heutigen Namen. In der Nähe der Stadt, in Guiping brach die Taiping-Rebellion (1851–1864) aus, die von Hong Xiuquan angeführt wurde und vermutlich etwa 20 bis 30 Millionen Menschen das Leben kostete.
Im Oktober 1938 versuchte die koreanische Exilregierung von hier aus den Widerstand der Koreaner im Ausland gegen Japan zu organisieren, musste jedoch wegen der japanischen Bedrohung im April fliehen. Die Stadt diente später als Hauptquartier der 14. US-Luftflotte im Luftkrieg gegen Japan. Sie wurde erst im November 1944 von den Japanern erobert und im Juni 1945 von chinesischen und amerikanischen Truppen in stark zerstörtem Zustand zurückerobert.
1942 wurde Ho Chi Minh von der Kuomintang-Regierung in Guangxi festgenommen und lebte nach seiner Freilassung 1943 ein Jahr in Liuzhou. Im Juli 1954 führte er hier Geheimgespräche mit dem chinesischen Ministerpräsidenten Zhou Enlai. Während der Kulturrevolution fanden in Liuzhou jahrelange Auseinandersetzungen zwischen verschiedenen Fraktionen statt.

## Administrative Gliederung
Auf Kreisebene setzt sich Liuzhou aus fünf Stadtbezirken, drei Kreisen und zwei Autonomen Kreisen zusammen. Diese sind (Stand: Ende 2018):
- Stadtbezirk Chengzhong (城中区 = "Stadtmitte"), 78 km², 176.900 Einwohner, Stadtzentrum, Sitz der Stadtregierung;
- Stadtbezirk Yufeng (鱼峰区), 460 km², 497.600 Einwohner;
- Stadtbezirk Liunan (柳南区), 168 km², 513.700 Einwohner;
- Stadtbezirk Liubei (柳北区), 316 km², 454.900 Einwohner;
- Stadtbezirk Liujiang (柳江区), 2.537 km², 629.900 Einwohner;
- Kreis Liucheng (柳城县), 2.113 km², 373.400 Einwohner, Hauptort: Großgemeinde Dabu (大埔镇);
- Kreis Luzhai (鹿寨县), 2.971 km², 354.600 Einwohner, Hauptort: Großgemeinde Luzhai (鹿寨镇);
- Kreis Rong’an (融安县), 2.899 km², 303.100 Einwohner, Hauptort: Großgemeinde Chang’an (长安镇);
- Autonomer Kreis Sanjiang der Dong (三江侗族自治县), 2.415 km², 313.100 Einwohner, Hauptort: Großgemeinde Guyi (古宜镇);
- Autonomer Kreis Rongshui der Miao (融水苗族自治县), 4.640 km², 424.500 Einwohner, Hauptort: Großgemeinde Rongshui (融水镇).

## Verkehr
Es existieren direkte Flugverbindungen nach Peking, Chengdu, Chongqing, Guangzhou und Schanghai sowie Zugverbindungen nach Peking, Schanghai und Xi’an.

## Bau eines Öko-Stadtteils
Unter Leitung des italienischen Architekten Stefano Boeri wird in der Stadt Liuzhou seit dem Jahre 2017 ein neues Wohnviertel für 30000 Bewohner erbaut, in dem alle Gebäude mit Pflanzen bedeckt sind. Auf einer Fläche von 40 Hektar werden 40000 Bäume und rund eine Million Pflanzen von mehr als 100 Arten gepflanzt, die jährlich 10.000 Tonnen Kohlendioxid absorbieren und 57 Tonnen Ruß und Feinstaub aus der Luft filtern sollen. 2020 sollen die Bewohner einziehen.

## Sprachen
Die Einwohner Liuzhous sprechen Kantonesisch, oft auch Mandarin oder einen vom südwestchinesischen Mandarin abgeleiteten lokalen Dialekt (柳州话 liǔ zhōu huà). Eine größere Zahl von Menschen spricht auch Zhuang (壮语 zhuàng yǔ).

## Sehenswürdigkeiten
- Liuhou Park (柳侯公园)[5]
- Ma'anshan Park (马鞍山公园)[6]
- Yufeng Mountain (鱼峰山公园)[7]
- East Gate Tower of Liuzhou (东门城楼)[8]
- Jiangbin Park of Liuzhou (江滨公园)[9]
- Museum im früheren Hauptquartier der koreanischen Exilregierung[10]
- Residenz des Kuomintang-Generals Liao Lei (1920er Jahre) im Stadtbezirk Yufeng
- Ehemaliger Wohnsitz Ho Chi Minhs
- Diwang International Fortune Center

## Städtepartnerschaften
- Passau, Deutschland seit 1999

## Söhne und Töchter der Stadt
- Xie Saike (* 1961), Tischtennisspieler
- Li Ning (* 1963), Kunstturner und Unternehmer
- Huang Nanyan (* 1977), Badmintonspielerin
- Lu Yong (* 1986), Gewichtheber und Olympiasieger
- Esther Qin (* 1991), australische Wasserspringerin
- Jiang Yuyuan (* 1991), Turnerin